# Nation of Exiles
Nation of Exiles és un documental nord-americà de 2010 escrit i dirigit pel cineasta Bavand Karim. Nation of Exiles s'ha projectat a festivals dels Estats Units, Brasil, Itàlia, França, Espanya i el Regne Unit.
El documental investiga els orígens del Moviment Verd iranià, i n'analitza el potencial perquè els mitjans socials i el periodisme ciutadà pugui influir en la propagació de la informació a escala global. El llargmetratge mostra les entrevistes amb el professor de la Universitat de Colúmbia, Hamid Dabashi, i Ellyn Angelotti de l'Institut Poynter. A més a més, inclou un metratge de violència per part de les milícies recolzades pel govern contra els manifestants pacífics i joves d'Iran.